# История письменности
Традиционно возникновение письменности связывалось с деятельностью богов и культурных героев (Цан Цзе), однако в соответствующих мифологиях письменность зачастую выступает как одна из функций более широкого спектра (красноречие, память, логика, прозорливость в судопроизводстве, создание календаря: Тот, Набу). Доминирование устной традиции, предшествовавшей возникновению письменности, сказалось на отсутствии подобного персонажа в греческой мифологии: напротив, в образе Гомера, легендарного создателя греческого эпоса, подчёркивается слепота.
Основную трудность в создании хронологии представляет сосуществование разных датировок (хронологий) одних и тех же событий, особенно — для ранних этапов истории. Так, длинная хронология относит первую династию Египта к 5800-м гг. до нашей эры, а короткая — к 3200-м гг. Причём, отдельные авторы ещё добавляют разнобоя (см., например, датировку Палетки Нармера). Особенно проблемно сопоставить ранние даты разных цивилизаций. Так, приоритет в создании письменности шумеров или египтян определяется тем, для кого будет использоваться более длинная хронология.

## Период протописьменностей (пиктографии)

### Конец V — начало IV тыс. до н. э.
Тэртэрийские надписи (письменность культуры Винча)

### IV тыс. до н. э.
В 1962 году при раскопках неолитического поселения Цзяху на реке Хуанхэ обнаружены надписи на панцирях черепах, напоминающие по начертанию древнейшие (3,5 тыс. лет до н. э.) китайские иероглифы.

### Середина IV тыс. до н. э.
Хозяйственные записи в Месопотамии.

### Конец IV тыс. до н. э.
В Сиро-Палестинском регионе также появляются отдельные пиктографические символы (то есть практически одновременно с Месопотамией).

### 4000—3000 гг. до н. э.
Майкопская плита (предположительно письменность Майкопской культуры). Найдены схожие петроглифы на территориях современной Абхазии и исторической Черкесии. Гипотеза о древней письменности абхазо-адыгских народов.

### 3500 г. до н. э.
Табличка из Киша — каменная табличка, показывающая первую пиктографическую стадию развития клинописи, а также то, что в Месопотамии всё ещё пользуются пиктографией, а не настоящей письменностью.

### 3000—2750 гг. до н. э.
В Шумере — архаический этап развития клинописи, стадия пиктографии, когда грамматические морфемы ещё графически не выражены. Тексты из археологического слоя Урук IVа. Порядок письменных знаков не всегда соответствует порядку чтения. Хозяйственные, юридические, школьные тексты.

## Период настоящих письменностей

### 3200 до н. э.
- Возраст Палетки Нармера, представляющей собой переходную ступень от рисуночного письма к иероглифическому.

### 3100 до н. э.
- Египетские иероглифы.
- Иератическое письмо в Египте.

### 3000 до н. э.
В северо-западном Индостане на основе идеографической раннехараппской письменности возникает древнейший известный алфавит — консонантно-силлабическая «письменность долины Инда».
Протоэламское письмо.

### 2750 до н. э.
Первая настоящая письменность в Шумере. Первый её этап — старошумерский (2750—2315 гг. до н. э.), первая стадия клинописного письма.

### 2500 до н. э.
Кипу из Караля (Перу).

### 2400 до н. э.
Клинопись превратилась в упорядоченное словесно-слоговое письмо, то есть достигла уровня первоначального египетского письма.

### 2000 до н. э.
Критское письмо (эгейское письмо) оригинального происхождения — конец 3-го тысячелетия — начало 2-го.
Клинопись используется для записи аккадского языка (ассирийский и вавилонский).
Шумерский язык используется как язык учёных.
Следы письменности у ольмекской цивилизации (Центральная Америка).

### 1800 до н. э.
Разновидность критского письма — Линейное письмо А.
Кодекс Хаммурапи (Вавилон).

### 1600 до н. э.
Хетты и лувийцы используют лувийскую иероглифическую письменность (дешифрована в нач. XX в.).
Библское письмо (Финикия).
Кипро-минойское догреческое письмо.

### 1500 до н. э.
Протосинайская письменность на Ближнем Востоке: 30 похожих на египетские иероглифы букв — по мнению ряда семитологов, древнейший алфавит. Протоханаанейская письменность.
Линейное письмо Б появляется и к 1200 г. до н. э. вытесняет Линейное письмо А.

### 1400 до н. э.
Китай: религиозные тексты на панцирях черепах.
Угаритский алфавит (Северная Сирия): 30 букв клинописью.

### 1300 до н. э.
Финикийская письменность: 22 согласные буквы.

### 1200 до н. э.
Саркофаг царя Ахирама в Библе с финикийским алфавитом. Критское письмо окончательно выходит из употребления.

### 1000 до н. э.
Финикийский алфавит распространяется по Средиземноморью и Азии.
Древнееврейская, арамейская и южноаравийская письменности.
Кипрское письмо, возникшее, предположительно, из Крито-микенского письма.

### 800 до н. э.
Введение гласных:
Малоазийские алфавиты (карийский, лидийский, ликийский, сидетский и др.).
После периода Тёмных веков в Древней Греции появляется греческая письменность на основе финикийского алфавита.

### 700 до н. э.
Этрусский алфавит выделяется из западного варианта греческого алфавита.
Демотическое письмо в Египте.

### 600 до н. э.
Еврейское квадратное письмо.

### 400 до н. э.
Латинский алфавит выделяется из этрусского.
Греческая письменность распространяется благодаря походам Александра Македонского.

### 300 до н. э.
Две слоговых системы в Индии: кхароштхи, распространившаяся на Центральную Азию, и брахми, давшая рождение целому ряду слоговых письменностей Юго-Восточной Азии и Индонезии.

### 200 до н. э.
Розеттский камень: декрет Птолемея V, записанный египетскими иероглифами, демотическим письмом и по-гречески.
Древнеливийское письмо в Северной Африке, алфавит тифинаг.

### 100 до н. э.
Набатейская письменность (Петра).
Коптская письменность в Египте.

### 0
Изобретение бумаги в Китае.

### 100
Сирийская письменность.
Появление рукописного варианта (курсива) в латинском алфавите.

### 200
Унциальное письмо латинского алфавита.
Стелы майя в Центральной Америке.

### 300
Рунический вариант латинского алфавита.

### 400
Согдийская, армянская (см., История создания армянского алфавита), Агванское письменность  и  грузинская письменности.
Эфиопская слоговая азбука.

### 500
Первые надписи на арабском.
Гаэльское письмо.

### 600
Появление ислама приводит к стандартизации в арабской письменности, которая распространяется тем временем на Ближнем Востоке и Северной Африке.

### 700
Письменные источники на древнетюркском языке.
Адаптация китайской письменности в Японии.

### 800
Во Франции появляется каролингский минускул.
Персидский язык начинает использовать арабскую письменность.
В Азии из арамейской письменности появляется уйгурская.
Появление славянских письменностей — кириллицы и глаголицы.

### 1000
Каролингский минускул трансформируется в готическое письмо.
Турки заимствуют арабскую письменность.

### 1200
Ацтекское письмо (Центральная Америка).

### 1300
Возрождение гуманистами каролингского минускула, трансформация последнего в гуманистическое письмо — современные «латинские буквы».
Появление коми древнепермской письменности – анбур.

### 1400
Корейское алфавитное письмо хангыль.

### 1700
По приказу Петра I создаётся «гражданский шрифт» — современная кириллица.

### 1800 +
Адаптация латинского алфавита к большинству языков мира. В ряде случаев латинский алфавит частично или полностью вытесняет прежние письменности (румынский язык, турецкий язык, ряд языков бывшего СССР, сербохорватский язык, курдский язык, индонезийский язык, суахили). Неудачная попытка латинизации письменности для языков СССР (яналиф, 1928—1940), повторная латинизация после распада СССР (1990-е гг.).

## Фильмография
- «История письменности» (англ. The Written Word) — научно-популярный фильм, снятый в 2005 г.